# Травматология
Травматологията е клон на медицината, който се занимава с диагностика, лечение и превенция на наранявания, особено тези в резултат на злополуки, насилие или природни бедствия. Включва лечение на остри наранявания като фрактури, луксации, изгаряния и наранявания на меките тъкани, както и дългосрочна рехабилитация на пациенти.
Травматологията обхваща широк спектър от медицински специалности, включително спешна медицина, ортопедична хирургия, пластична хирургия, неврохирургия и медицина за интензивни грижи. Травматолозите работят в сътрудничество с други медицински специалисти, за да осигурят цялостна грижа за пациенти с травматични наранявания.
Целта на травматологията е да предотврати нараняване, когато е възможно, и да сведе до минимум въздействието на нараняванията, когато се появят. Това включва не само осигуряване на ефективно медицинско лечение, но и справяне с психологическите и социални въздействия на травмата върху пациентите и техните семейства.
В допълнение към клиничните грижи, травматолозите могат също да участват в изследвания и образование, свързани с превенция на наранявания, грижи за травми и рехабилитация. Травматологията е важна област от медицината, която помага за подобряване на резултатите при пациенти с травматични наранявания и играе критична роля за насърчаване на общественото здраве и безопасност.